# Étouars
Étouars é uma comuna francesa na região administrativa da Nova Aquitânia, no departamento Dordonha. Estende-se por uma área de 7,91 km². Em 2010 a comuna tinha 159 habitantes (densidade: 20,1 hab./km²).